# Lulu (이상은의 음반)
《LuLu (루루)》는 2014년 발매된 가수 이상은의 정규음반 15집이다. 기존작업 방식과 달리 편곡자, 세션연주 없이 이상은이 컴퓨터 장비를 이용해 사운드메이킹, 믹싱 작업까지 홈레코딩으로 홀로 만들어 낸 앨범이다. 앨범 컨셉은 빈티지이다.

## 수록곡
전체 작곡: 이상은
| #  | 제목                | 작사   | 재생 시간 |
| -- | ------------------- | ------ | --------- |
| 1. | 〈태양은 가득히〉   | 이상은 | 3:58      |
| 2. | 〈기차여행〉        | 이상은 | 3:48      |
| 3. | 〈캔디캔디〉        | 이상은 | 3:56      |
| 4. | 〈1985〉            | 이상은 | 4:03      |
| 5. | 〈무지개〉          | 이상은 | 4:13      |
| 6. | 〈들꽃〉            | 이상은 | 4:55      |
| 7. | 〈lulu〉            | 이상은 | 4:21      |
| 8. | 〈인생은 아름다워〉 | 이상은 | 4:54      |
| 9. | 〈초여름〉 (연주곡) |        | 4:16      |

## 관련 자료
- '태양은 가득히' 온스테이지 라이브
- 15집 곡들에 대한 이상은의 코멘트